# Старые Бирюли
Старые Бирюли — деревня в Высокогорском районе Татарстана. Входит в состав Чепчуговского сельского поселения.

## География
Находится в северо-западной части Татарстана на расстоянии приблизительно 9 км на северо-восток по прямой от районного центра поселка Высокая Гора у речки Казанка.

## История
Основана в 1550-х годах. Упоминалась также как Благовещенское. Благовещенская церковь была построена здесь в 1847 году взамен старой, существовавшей с 1794 года. В начале XX века известно было также о наличии школы.

## Население
Постоянных жителей было: в 1646 — 55, в 1782—254 души мужского пола, в 1859—354, в 1897—336, в 1908—345, в 1920—566, в 1938—480, в 1949—403, в 1958—347, в 1970—173, в 1989—152, 153 в 2002 году (русские 67 %, татары 33 %), 143 в 2010.